# Ruslan i Liudmila (poema)
Ruslan i Liudmila (en rus: Руслан и Людмила) és un poema d'Aleksandr Puixkin publicat el 1820. Està escrit com un conte de fades èpic, compost per una dedicatòria, sis cants i un epíleg. Narra la història del rapte de la filla del príncep Vladímir I de Kíev, Liudmila, per un malvat mag, i els esforços per rescatar-la'n del valent cavaller Ruslan.

## Origen

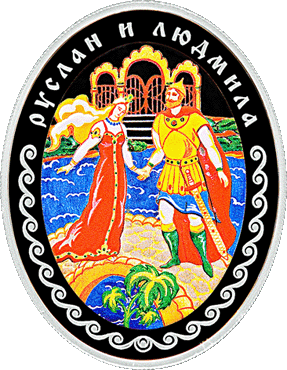
Il·lustració commemorativa

Puixkin començà a escriure'l el 1817, mentre estudiava al Liceu Imperial de Tsarkoie Selo. Es basà en contes populars russos que havia escoltat de la seva infantesa. Es publicà el 1820, poc després que Puixkin fos desterrat al sud de Rússia per les seves idees polítiques expressades en poemes com Oda a la llibertat. Una nova edició amb algunes correccions va aparèixer el 1828.

## Adaptacions
Una òpera amb el mateix nom (Ruslan i Liudmila) es basa en aquest llibre, va ser composta per Mikhaïl Glinka entre el 1837 i el 1842.
El 1972 es produí a la Unió Soviètica una pel·lícula basada en el poema, dirigida per Aleksandr Ptuixko, i interpretada per Valeri Kozinets i Natàlia Petrova. D'altres versions cinematogràfiques són una pel·lícula muda produïda per la companyia Janjonkov, dirigida per Wladyslaw Starewicz, i un telefilm basat en l'òpera de Glinka, dirigit el 1966 per Hans Hulscher per a la NHK.